# Neocoptotettix pusillus
Neocoptotettix pusillus är en insektsart som först beskrevs av Morgan Hebard 1930.  Neocoptotettix pusillus ingår i släktet Neocoptotettix och familjen torngräshoppor. Inga underarter finns listade i Catalogue of Life.